# Zsák Hugó
Zsák Hugó (Temesvár, 1844. február 11. – Budapest, 1915. november 13.) mérnök, miniszteri tanácsos.  

## Életútja
Zsák Frigyes és Fridrich Jozefa fia. A műegyetemet Budán végezte. Tanulmányai befejeztével 1867-ben a közlekedésügyi (későbbi kereskedelemügyi) minisztérium szolgálatában kezdte meg működését. 1871-ben a budapesti Dunaszabályozó Felügyelőségnél tevékeny részt vett a budapesti és Budapest alatti Dunaszakasz szabályozási és rendezési munkálatainál. Vezetése alatt épült a soroksári Duna-ágat elzáró gubacsi gát a háromnyílású táplálózsilippel és a Nagy-Duna felőli párhuzamos művel. 1875-ben a budapesti magyar királyi folyammérnöki hivatal vezetője lett. 1879-ben főmérnökké, 1886-ban középítészeti felügyelővé és a vízügyi műszaki tanács tagjává nevezték ki. 1887-ben műszaki tanácsos, 1890-től a földművelésügyi minisztériumban a budapesti Duna-szakasz kerületi felügyelője lett. Az ő nevéhez fűződik a Margit híd feletti baloldali és az Erzsébet híd alatti jobboldali rakodópartok kiépítése. 1894-ben osztálytanácsos lett, 1908-ban 40 évi állami szolgálat után, mint miniszteri tanácsos vonult nyugalomba.
Felesége Holfeld Ilona Terézia (1863–1933) volt.

## Emlékezete
Csepel-Szabótelepen az 1910-es évektől utca viseli a nevét.